# قلعه سرخ (سربیشه)
قلعه سرخ یک روستا در ایران است که در بخش مرکزی شهرستان سربیشه واقع شده‌است. قلعه سرخ ۴۴ نفر جمعیت دارد.